# Rob Aardse
Robert A. (Rob) Aardse (1938) is een Nederlandse verzamelaar.
De verzameling van Rob Aardse omvatte een Collectie toegepaste grafische kunst op boekbanden, bladmuziek en brochures 1890-1940 met uiteindelijk meer dan tienduizend objecten, waarvan het Nederlandse deel, vierduizend boeken, bladmuziek en andere drukwerken, in 2007 werd aangekocht door het Drents Museum in Assen. Het museum heeft hiermee een van de meest complete collecties op dit gebied.
Aardse begon met verzamelen nadat hij bij toeval de fraaie catalogus De Jas van het Woord uit 1989 onder ogen kreeg, een catalogus waarin Fons van der Linden en Albert Struik hun collectie industriële boekbanden beschreven. Albert Struik ging hem na kennismaking de fijne kneepjes in de wereld van het boek leren.
Bladmuziek heeft in een groot aantal uitgaven een bijzondere (vaak artistieke) voorpagina. Daar verschillende bekende kunstenaars deze omslagen ontwierpen, is een verzamelaars-markt voor deze omslagen van bladmuziek ontstaan.
Rob Aardse publiceerde onderstaande uitgaven en schreef een aantal artikelen over bovenstaande onderwerpen in het tijdschrift Boekenpost. Hij verleende ook zijn medewerking aan uitgaven over toegepaste kunst en Jugendstil boeken en bladmuziek onder andere bij de uitgeverijen Waanders, Ludion, Thot, Bekking & Blitz, Vantilt en de UB Leiden. Hij was met Benno Tempel een van de samenstellers van de tentoonstelling in de Kunsthal in Rotterdam in 2006 onder de titel Art Deco. Zwier en melodie. Dans en muziek in de jaren twintig en dertig.
Bij de Wereldbibliotheek verscheen Wereldbibliotheek Monogrammen 1905-1940 naar de collectie Rob Aardse.
Van 7 oktober 2008 t/m 11 januari 2009 was er in het Drents Museum te Assen een tentoonstelling Passie voor Boeken van de boeken, bladmuziek en gebruiksdrukwerk uit de collectie van Rob Aardse te zien. Liefst vierduizend voorwerpen kocht het museum in Assen uit de verzameling van Aardse: boekbanden, bladmuziek, tijdschriften, brochures, affiches, en een exemplaar van een platenhoes. Alles in Nederland gemaakt, tussen 1890 en 1940, een periode die door het Drents Museum wordt gezien als de Tweede Gouden Eeuw. De kunst kwam destijds in Nederland tot een nieuwe grote bloei. Begrippen als symbolisme, nieuwe kunst, Amsterdamse School en functionalisme herinneren eraan.